# Jari Halonen
Jari Juhani Halonen (nascut el 30 de setembre de 1962) és un director de cinema i teatre finlandès, escriptor i actor ocasional. Coneguda com una persona controvertida i oberta, les seves pel·lícules, com ara Back to the USSR – takaisin Ryssiin (1992), Lipton Cockton in the Shadows of Sodoma (1995) i Joulubileet (1996), han obtingut un seguiment de culte alhora que han rebut una acollida variada per part de la crítica.

## Filmografia selecta

### Com a director
- Huolehtivainen rakastaja (1990)
- Back to the USSR – takaisin Ryssiin (1992)
- Lipton Cockton in the Shadows of Sodoma (1995)
- Joulubileet (1996)
- Aleksis Kiven elämä (2002)
- Kalevala – Uusi aika (2013)

### Com a actor
- Vares – yksityisetsivä (2004)